# Divič
Divič ist ein Dorf im Osten von Bosnien und Herzegowina. Es liegt auf einer Halbinsel am Zvorniksee, einem Stausee der Drina, die hier die Grenze zwischen Bosnien und Serbien bildet. Das Stadtzentrum von Zvornik befindet sich etwa drei Kilometer nördlich.

## Demografie

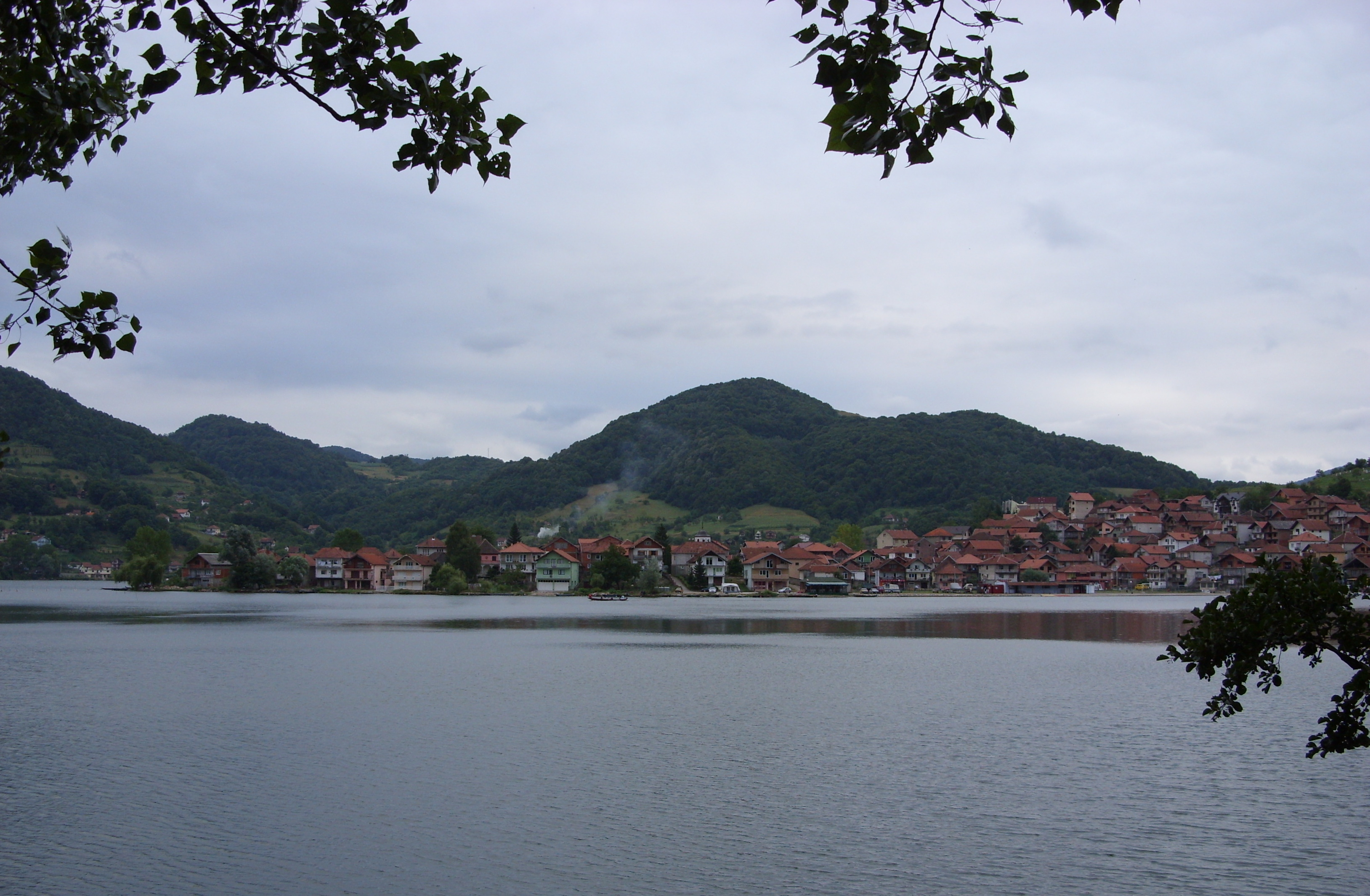
Blick auf den Ort

Hier lebten vor dem Bosnienkrieg ca. 1400 Menschen, die sich fast ausschließlich als Bosniaken bezeichneten. Während des Krieges wurden diese vertrieben. Es wurden 109 Menschen größtenteils in Lagern (u. a. Celopek) der Serben ermordet. Im Jahre 2006 wohnten die ersten Rückkehrer in ihren Häusern. Der größte Teil der ehemaligen Bevölkerung lebt mittlerweile im Ausland.

## Bevölkerung
| Jahr | Bosniaken | Serben | Kroaten | Jugoslawen | Ohne feste Zugehörigkeit | Gesamt |
| ---- | --------- | ------ | ------- | ---------- | ------------------------ | ------ |
| 1971 | 1170      | 4      | 0       | 1          | 8                        | 1183   |
| 1981 | 1259      | 1      | 0       | 14         | 2                        | 1276   |
| 1991 | 1360      | 4      | 4       | 7          | 13                       | 1388   |